# 布罗伊贝格
布罗伊贝格（德語：Breuberg，發音：[ˈbʁɔʏˌbɛʁk] ⓘ）是德国黑森州达姆施塔特行政区奥登林山县的城市，面积30.76平方千米，2023年12月31日人口为7,556人。